# Sigurjón Birgir Sigurðsson
Pour les articles homonymes, voir Sigurðsson.
Sigurjón Birgir Sigurðsson, connu sous le pseudonyme de Sjón, est un artiste, écrivain et intellectuel islandais, né à Reykjavik le 27 août 1962.
Publiant notamment des poèmes et des romans, il est également connu comme parolier pour de nombreuses chansons de Björk.

## Biographie
Sigurðsson amorce sa carrière d'écrivain dès l'âge de 15 ans, avec le recueil de poèmes Sýnir (Visions), paru en 1978. Il publie ensuite de nombreux autres recueils de poèmes, mais aussi des romans (à partir de 1987), ainsi que des ouvrages de littérature d'enfance et de jeunesse. Ses ouvrages, traduits dans plus de douze langues, sont vendus dans dix-sept pays. 
Lorsqu'il est étudiant à l'université, Sjón crée un groupe littéraire et culturel nommé « Médusa », qui s'inspire du surréalisme et du mouvement dada.
Bien qu'il écrive surtout de la poésie, il est aussi connu pour ses activités de parolier pour les chansons de Björk depuis le début des années 1980 (il a notamment écrit les textes de Bachelorette, Isobel et Oceania), collaborant également à l'écriture des chansons du film Dancer in the Dark de Lars von Trier, qui lui vaut une nomination à l'Oscar de la meilleure chanson originale en 2001 pour I've Seen It All dans Dancer in the Dark.
Il reçoit le grand prix de littérature du Conseil nordique en 2005 pour Le Moindre des mondes. Il reçoit également le Prix de littérature du Conseil nordique en 2013 pour le roman Mánasteinn. Mánasteinn est en compétition pour le prix Lambda Literary en 2017, mais c'est Rabih Alameddine (The Angel of History) qui en sera le lauréat. 
Il apparaît dans le film Blood (2022) de Bradley Rust Gray. Il est scénariste du film islandais Lamb, qui remporte le Prix de l'originalité (Un certain regard) au Festival de Cannes et le Nordic Council Film Prize 2022.
En 2023, il reçoit le Prix nordique de l'Académie suédoise.
Il réside et travaille à Londres, mais il vit désormais avec sa femme et ses deux enfants à Reykjavik.

## Œuvres

### Romans
- Stálnótt (1987)
- Engill, pípuhattur og jarðarber (1989)
- Augu þín sáu mig (1994) Publié en français sous le titre De tes yeux, tu me vis, traduit par Éric Boury, Paris, Payot & Rivages, coll. « Littérature étrangère », 2011  (ISBN 978-2-7436-2186-5) ; réédition, Paris, Payot & Rivages, coll. « Rivages poche. Bibliothèque étrangère » no 777, 2013  (ISBN 978-2-7436-2484-2)
- Með titrandi tár (2001) Publié en français sous le titre Sur la paupière de mon père, traduit par Éric Boury, Paris, Payot & Rivages, coll. « Littérature étrangère », 2008  (ISBN 978-2-7436-1862-9) ; réédition, Paris, Payot & Rivages, coll. « Rivages poche. Bibliothèque étrangère » no 705, 2011  (ISBN 978-2-7436-2193-3)
- Skugga-Baldur (2003) Publié en français sous le titre Le Moindre des mondes, traduit par Éric Boury, Paris, Payot & Rivages, coll. « Littérature étrangère », 2006  (ISBN 2-7436-1609-1) ; réédition, Paris, Payot & Rivages, coll. « Rivages poche. Bibliothèque étrangère » no 621, 2008  (ISBN 978-2-7436-1870-4)
- Argóarflísin (2005)
- Rökkurbýsnir (2008)
- Mánasteinn – drengurinn sem aldrei var til (2013) Publié en français sous le titre Le Garçon qui n'existait pas, traduit par Éric Boury, Paris, Rivages, 2016  (ISBN 978-2-7436-3506-0)
- Korngult hár, grá augu (2019) Publié en français sous le titre Blond comme les blés, traduit par Éric Boury, Paris, Éditions Métailié, coll. « Bibliothèque Nordique », 2022  (ISBN 979-1022611732)

### Ouvrages de littérature d'enfance et de jeunesse
- Sagan af húfunni fínu (1995)
- Númi og höfuðin sjö (2000)
- Sagan af furðufugli (2002)

### Théâtre
- Ástir Bjartmars Ísidórs
- Keiluspil
- Tóm ást
- Skuggaleikur (2006)
- Ufsagrýlur (2010)

### Poésie
- Sýnir: yrkingar (1978)
- Madonna (1979)
- Birgitta (1979)
- Hvernig elskar maður hendur? (1981)
- Reiðhjól blinda mannsins (1982)
- Sjónhverfingabókin (1983)
- Oh! (1985)
- Leikfangakastalar sagði hún það er ekkert til sem heitir leikfangakastalar (1986)
- Drengurinn með röntgenaugun (1986)
- Ég man ekki eitthvað um skýin (1991)
- Myrkar fígúrur (1998) Publié en français sous le titre Figures obscures : poèmes, traduit par Catherine Eyjólfsson, Caen, Cahiers de nuit, 2000
- Söngur steinasafnarans (2007)
- Ljóðasafn 1978–2008 (2008), anthologie de l'œuvre poétique
- Grasporvar og igulker (2015) Publié en français sous le titre Oursins et Moineaux, traduit par Séverine Daucourt-Fridriksson, Nantes, Éditions Lanskine, 2017  (ISBN 979-10-90491-44-1)

### Bande dessinée
- Ævintýri Tinnu og Hreins Borgfjörð 1937 (1989), en collaboration avec Þorra Hringssyni

### Scénario de film
- Lamb (avec Valdimar Jóhannsson, 2021)
- The Northman (avec Robert Eggers, 2022)

### Livret d'opéra
- Seven Stones (2018), compositeur Ondřej Adámek, mise en scène Éric Oberdorff, commande du Festival international d'art lyrique d'Aix-en-Provence